# Пухокрылая совка
Пухокрылая совка, или совка Юнона (лат. Thyas juno) — вид крупных ночных бабочек из семейства Erebidae.

## Распространение
Вид распространён в хвойно-широколиственных и широколиственных лесах Дальнего Востока и в Южной Азии: от Индии и Индонезии — на юге до Японии, Корейского полуострова и юга Дальнего Востока России — на севере. В России пухокрылые совки — редкий вид, встречающийся в Амурской области, Хабаровском и Приморском краях, на Сахалине и острове Кунашир. Наиболее северные находки мигрирующих особей — в Ботчинском заповеднике, включая Тумнинский заказник, окрестностях Комсомольска-на-Амуре и Хабаровска, в Зейском заповеднике, а также на юге Забайкальского края. Недавно залетевшую пухокрылую совку юнону нашли на Камчатке в Петропавловске-Камчатском.
В СССР вид был занесён в Красную книгу; в настоящее время на территории России не охраняется.

## Миграции
Вид склонен к дальним миграциям, именно к таким мигрирующим особям относятся наиболее западные (в России) и северные находки: в Забайкалье, в Зейском заповеднике в Амурской области, в Ботчинском заповеднике в Хабаровском крае  и на Камчатке.

## Внешний вид
Сравнительно крупные бабочки: длина передних крыльев — 36—38 мм (размах — до 80 мм). Передние крылья — коричневые с более тёмными тонкими поперечными линиями и почковидным пятном у переднего края. При складывании они маскируют более яркие задние крылья: бархатисто-чёрные у основания, с широким красным краем. Характерная черта вида — пара голубых перевязей в форме вопросительных знаков, расположенные на чёрных полях задних крыльев. У самцов на заднем крае заднего крыла расположен пучок длинных волосков — пахучий орган. Брюшко по бокам и на заднем конце окрашено в красный цвет.

## Жизненный цикл и биология
Лёт бабочек наблюдается с августа по октябрь; в окрестностях Хабаровска бабочки наблюдались в середине июня и в сентябре. После спаривания самки откладывают яйца на кормовые деревья гусениц, отдавая предпочтение растениям с бродящим соком. Гусеницы питаются на даурской берёзе (Betula dahurica), пильчатом дубе (Quercus serrata), маньчжурском орехе (Juglans mandshurica), различных видах лапин (Pterocarya) и каштанах (Castanea). В течение года развивается лишь одно поколение насекомых. В Японии и Таиланде взрослые насекомые наносят урон культурам цитрусовых, питаясь на плодах. При этом, поскольку их ротовой аппарат не способен проколоть толстую кожуру, питание возможно лишь на плодах, уже проколотых насекомыми других видов.
| |  |  |  |
| Кормовые деревья гусениц пухокрылой совки: даурская берёза, маньчжурский орех, пильчатый дуб, узкокрылая лапина. |  |  |  |